# Pentti Talvitie
Pentti Talvitie (né le 1er mars 1922 à Helsinki et mort le 14 septembre 2003 à Helsinki) est un diplomate et ambassadeur finlandais,.

## Biographie
Pentti Talvitie a un baccalauréat en science politique. Il est ambassadeur de 1970 à 1975 à Bruxelles, secrétaire d'État aux Affaires étrangères de 1975 à 1977, ambassadeur à Bonn de 1977 à 1979, à Lisbonne de 1979 à 1984 et au Mexique 1984 et de nouveau à Bruxelles en 1985 d'où il prend sa retraite.